# Швандорф
Швандорф (њем. Schwandorf) општина је у њемачкој савезној држави Баварска. Једно је од 33 општинска средишта округа Швандорф. Према процјени из 2010. у општини је живјело 27.911 становника. Посједује регионалну шифру (AGS) 9376161.

## Географски и демографски подаци
Швандорф се налази у савезној држави Баварска у округу Швандорф. Општина се налази на надморској висини од 366 метара. Површина општине износи 123,8 km². У самом мјесту је, према процјени из 2010. године, живјело 27.911 становника. Просјечна густина становништва износи 226 становника/km².

## Међународна сарадња
| Мјесто | Држава    | Врста сарадње | Од    |
| ------ | --------- | ------------- | ----- |
|        | Чешка     | контакт       | 1992. |
|        | Чешка     | пријатељство  | 1992. |
|        | Француска | партнерство   | 1965. |
| Извор  |           |               |       |